# Antonio Pérez Quijano
Antonio Pérez Quijano va ser un militar espanyol que va participar en la Guerra civil espanyola.
Militar procedent de milícies, posteriorment ingressaria en el Cos de Carabiners. En la primavera de 1937 va ser nomenat comandant de la 3a Brigada Mixta, al capdavant d'aquesta unitat va intervenir en les batalles de Segòvia i Brunete. Posteriorment va assumir el comandament de la 211a Brigada Mixta. Al març de 1938, després del començament de l'ofensiva franquista a Aragó, es va fer càrrec d'una agrupació composta per restes d'unitats republicanes procedents del nord del riu Ebre. Poc després, el 5 d'abril, va ser nomenat cap d'Estat Major del XXII Cos d'Exèrcit. Es va mantenir en aquest lloc fins a novembre de 1938.